# Football Club de Nantes (femminile)
Il Football Club de Nantes (AFI: /nɑ̃t/ ), meglio noto come FC Nantes o semplicemente Nantes,  è una squadra di calcio femminile francese con sede nella città di Nantes, sezione dell'omonimo club. Dalla stagione 2024-2025 milita nella Première Ligue, la massima serie del campionato francese femminile di calcio.

## Storia
La sezione femminile del Football Club de Nantes nasce nell'estate 2012, con l'obiettivo di diventare a lungo termine una squadra di calcio femminile competitiva su scala nazionale.
Dopo aver formato una formazione Under-11, tra il 13 ed il 14 ottobre dello stesso anno il club disputa la sua prima partita ufficiale in ambito giovanile, vinta 7-1 contro l'AS Saffré.
Nel 2014, dopo aver fallito una fusione con varie società locali, tra cui il Nantes Saint-Herblain, principale club calcistico cittadino attivo nel calcio femminile, viene creata una prima squadra che viene ammessa nella Division 3 du District de Football de Loire-Atlantique.
In poco tempo la squadra gialloverde ha scalato la gerarchia distrettuale del calcio femminile accedendo, nel 2017-2018, in Régional 2.
Conclusa la stagione al primo posto nel proprio girone e raggiunta contemporaneamente la finale della Coupe des Pays de la Loire, il club riceve l'accesso alla Régional 1.
Nel 2018-2019 il Nantes conclude la stagione al secondo posto in classifica dietro il Le Mans per un solo punto. Conquista comunque l'accesso ai play-off dove batte il CA Paris e lo stesso Le Mans, aggiudicandosi la promozione nella seconda serie nazionale, la Division 2 Féminine.
Nelle prime due stagioni nella seconda serie nazionale, caratterizzate dall'arrivo della pandemia di COVID-19, il Nantes ottiene un quarto posto nel proprio gruppo di appartenenza nel 2019-2020; mentre nel 2020-2021 il club vede sfumare la prima promozione in massima serie a causa della prematura interruzione del campionato in un momento in cui il Nantes era classificato al secondo posto. Nonostante la possibilità di una promozione diretta decisa dalla Federcalcio francese, alla fine viene reso noto che il solo Saint-Étienne sarebbe stato promosso e che il Nantes sarebbe rimasto in Division 2.
In apertura della stagione successiva, il 30 luglio 2021, il club annuncia la nomina di Mathieu Ricoul, fino ad allora vice allenatore e preparatore dei portieri, come tecnico, al posto di Tanguy Fétiveau che guidava la squadra dal giugno 2017. 
Vista l'ambizione all'ascesa nella piramide calcistica francese per la stagione il club stanzia un budget di un milione di euro e dodici contratti federali (il massimo in D2). Durante la stagione, le gialloverdi mancano di poco la promozione nella massima serie arrivando secondi nel proprio girone. Nonostante il risultato positivo, all'inizio dell'anno successivo, il club affonda in una crisi finanziaria, che porta sulla panchina del club l'ex calciatore gialloverde Oswaldo Vizcarrondo. La squadra, classificata settima su dodici alla fine della stagione regolare, viene retrocessa in Division 3, ma grazie alla liquidazione del Soyaux mantiene il proprio posto in Division 2.
La stagione successiva, con Nicolas Chabot sulla panchina, il quale aveva già condotto la squadra nelle ultime gare della stagione precedente, il club si classifica secondo in campionato dietro al solo Strasburgo, ottenendo una storica qualificazione in Première Ligue.

## Colori e simboli

### Colori
I colori ufficiali del club sono gli stessi della sezione maschile, il giallo ed il verde, che non erano altro che i colori con i quali correvano i fantini in sella ad Ali Pasha, il miglior cavallo della scuderia di Jean Le Guillou, uno dei primi presidenti dei gialloverdi.

### Simboli ufficiali

#### Stemma
Lo stemma attuale, introdotto nel maggio 2019, è composto da una N stilizzata, l'armellino e il nome societario FC Nantes.

Stemma in uso dal 2012 al 2019
L'attuale stemma in uso dal 2019.
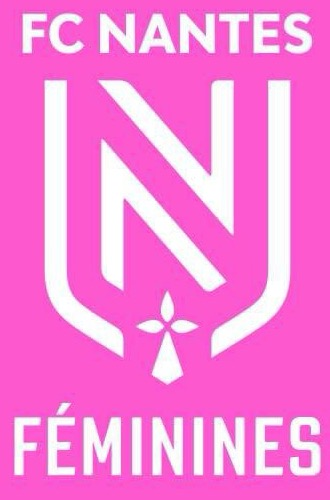
Logo alternativo usato dal 2022.

## Allenatori e presidenti

### Allenatori
- 2017-2021  Tanguy Fetiveau
- 2021-2022  Mathieu Ricou

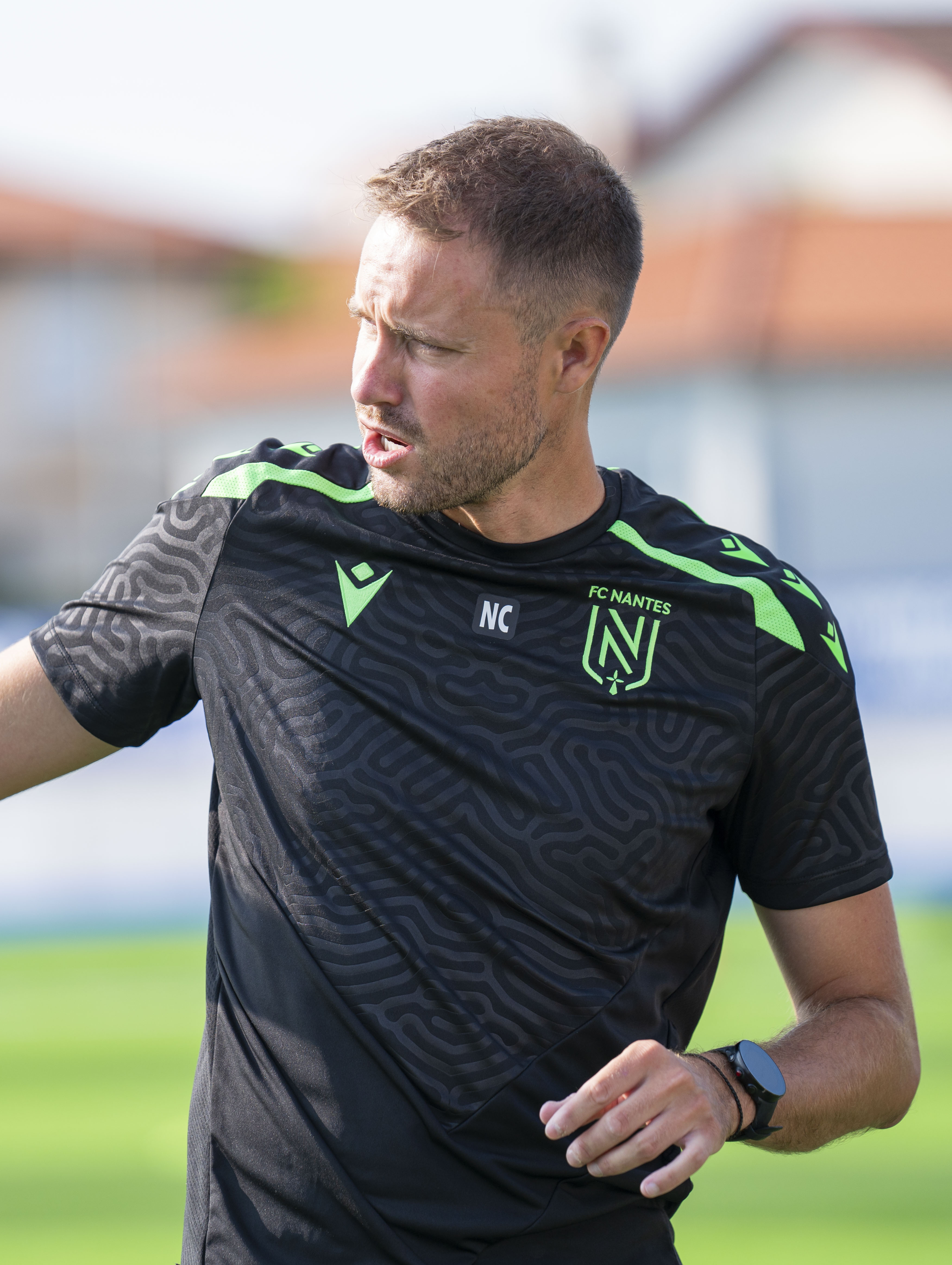
Nicolas Chabot, allenatore della sezione femminile dal 2023, ha condotto la squadra alla storica prima promozione in Première Ligue.

- 2022-2023  Oswaldo Vizcarrondo (1 lug. - 9 mag)
 Nicolas Chabot (9 mag. - 30 giu.)
- 2023-oggi  Nicolas Chabot

### Presidenti

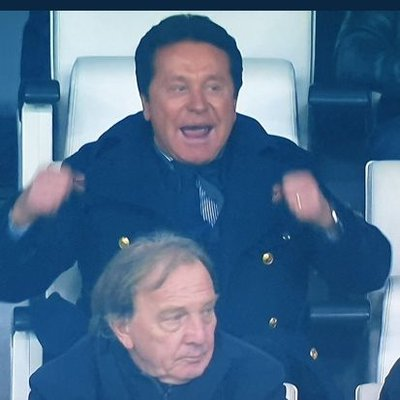
Il presidente Waldemar Kita.

- 2012-oggi  Waldemar Kita

## Organico
Aggiornata al 12 agosto 2025.
| N. |                        | Ruolo | Calciatore          |
| -- | ---------------------- | ----- | ------------------- |
| 1  | Canada (bandiera)      | P     | Emily Burns         |
| 2  | Porto Rico (bandiera)  | C     | Danielle Marcano    |
| 3  | Stati Uniti (bandiera) | D     | Caitlin Cosme       |
| 4  | Francia (bandiera)     | D     | Maureen Cosson      |
| 5  | Francia (bandiera)     | D     | Julie Pasquereau    |
| 7  | Turchia (bandiera)     | C     | Lalia Storti        |
| 8  | Francia (bandiera)     | C     | Juliette Mossard    |
| 9  | Francia (bandiera)     | A     | Lucie Calba         |
| 10 | Francia (bandiera)     | A     | Camille Robillard   |
| 11 | Haiti (bandiera)       | A     | Roseline Éloissaint |
| 14 | Spagna (bandiera)      | D     | Izarne Sarasola     |

| N. |                       | Ruolo | Calciatore        |
| -- | --------------------- | ----- | ----------------- |
| 17 | Francia (bandiera)    | A     | Julie Rabanne     |
| 18 | Algeria (bandiera)    | A     | Mélissa Béthi     |
| 19 | Svezia (bandiera)     | C     | Ema Paljević      |
| 21 | Francia (bandiera)    | A     | Louise Fleury     |
| 23 | Ucraina (bandiera)    | P     | Kateryna Boklač   |
| 26 | Francia (bandiera)    | C     | Léa Khelifi       |
| 27 | Portogallo (bandiera) | D     | Nelly Rodrigues   |
| 29 | Francia (bandiera)    | A     | Éva Sumo          |
| 30 | Slovenia (bandiera)   | C     | Manja Rogan       |
| 33 | Francia (bandiera)    | A     | Mathilde La Posta |
| 77 | Belgio (bandiera)     | A     | Mariam Toloba     |
|    | Marocco (bandiera)    | C     | Imane Saoud       |
|    | Cile (bandiera)       | C     | Karen Araya       |

## Statistiche

### Statistiche di squadra

#### Partecipazioni ai campionati
| Livello | Categoria      | Partecipazioni | Debutto   | Ultima stagione | Totale |
| ------- | -------------- | -------------- | --------- | --------------- | ------ |
| 1º      | Première Ligue | 2              | 2024-2025 | 2025-2026       | 2      |
| 2º      | Seconde Ligue  | 5              | 2019-2020 | 2023-2024       | 5      |

#### Partecipazioni alle coppe
| Competizione     | Partecipazioni | Debutto   | Ultima stagione | Totale |
| ---------------- | -------------- | --------- | --------------- | ------ |
| Coppa di Francia | 10             | 2014-2015 | 2025-2026       | 10     |

### Statistiche individuali
Record di presenze e reti in tutte le competizioni ufficiali, comprese anche le partite di coppa.
Dati aggiornati al 24 luglio 2025.
| Record di presenze - 73 - Juliette Mossard (2021-) - 68 - Roseline Éloissant (2019-2023, 2024-) - 67 - Anaële Le Moguedec (2019-2023) - 53 - Charlotte Lorgeré (2020-2023) - 48 - Emily Burns (2023-) - 48 - Maureen Cosson (2023-) - 46 - Camille Robillard (2022-) - 46 - Pilar Khoury (2021-2023) - 44 - Lalia Storti (2023-) - 43 - Claire Guillard (2018-2020) | Record di reti - 37 - Claire Guillard (2018-2020) - 16 - Anaïs Ribeyra (2020-2022) - 14 - Pilar Khoury (2021-2023) - 11 - Camille Robillard (2022-) - 10 - Roseline Éloissant (2019-2023, 2024-) - 10 - Julie Pian (2019-2022) - 9 - Juliette Mossard (2021-) - 8 - Fatoumata Baldé (2019-2020) - 8 - Laureen Oillic (2021-2023) - 8 - Leïla Peneau (2017-2023) |